# Jackie Gleason

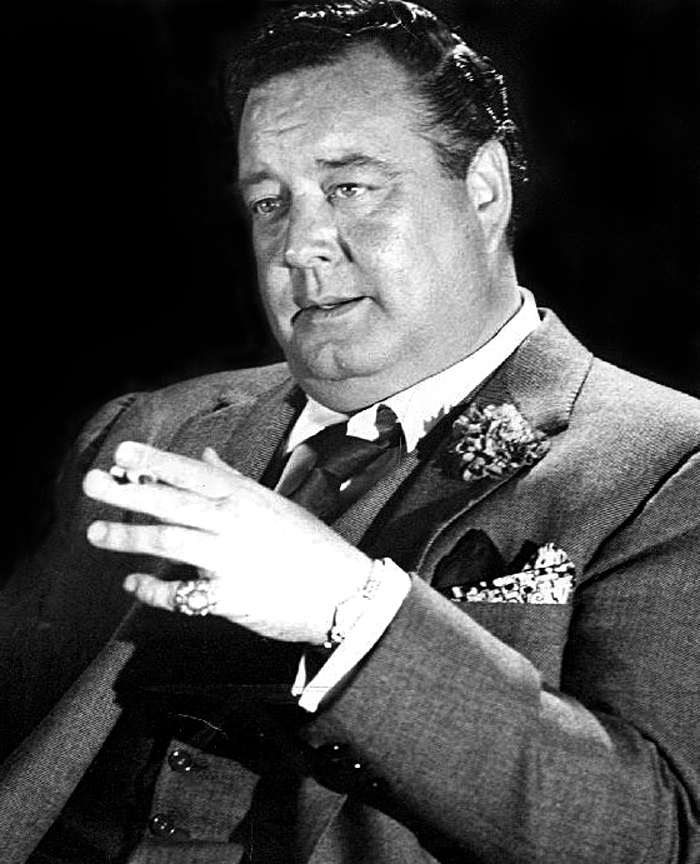
Jackie Gleason i rollen som Minnesota Fats i Fifflaren (1961).

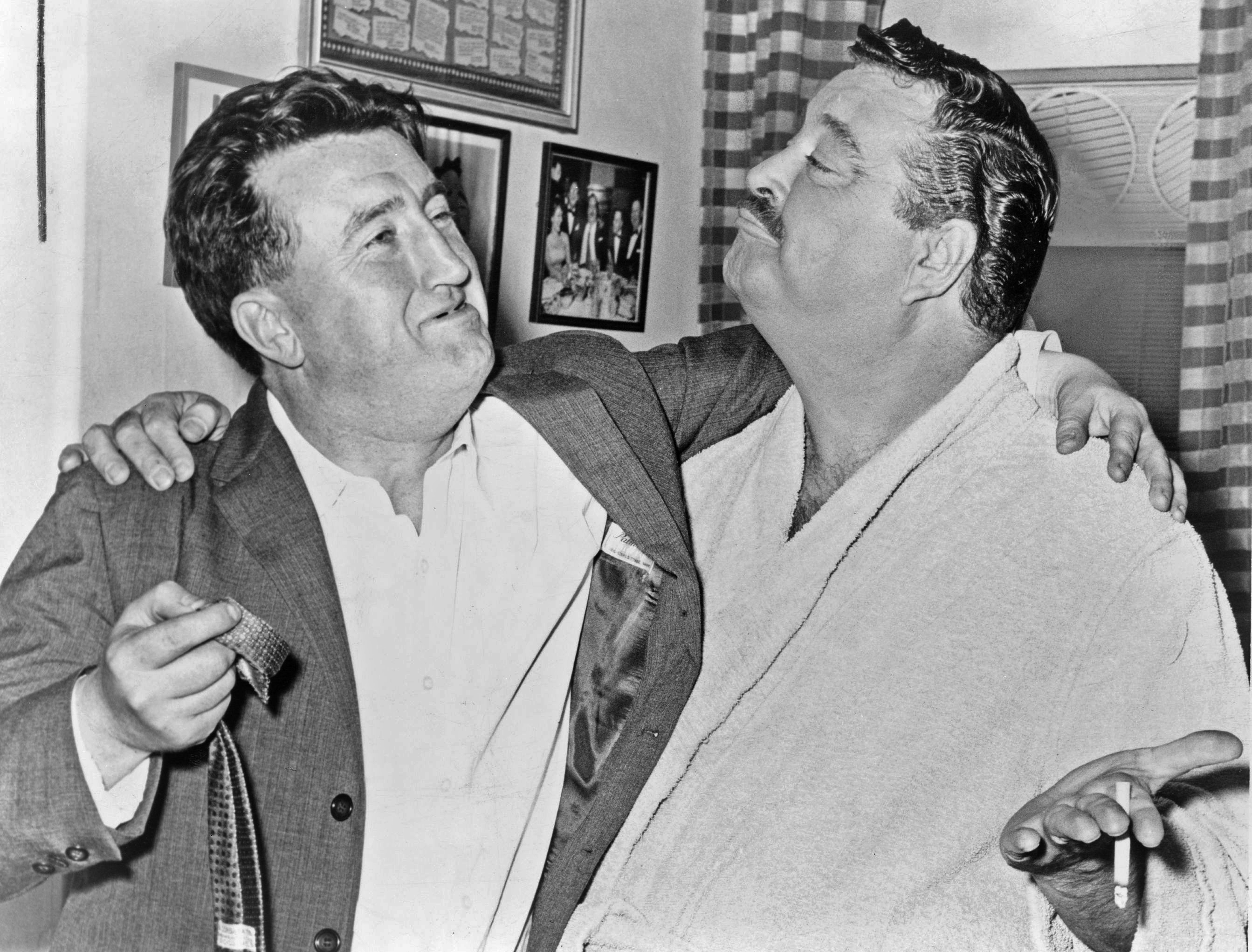
Irländske författaren Brendan Behan och Jackie Gleason (till höger), i Gleasons omklädningsrum efter en föreställning av musikalen Take Me Along (1960).

John Herbert "Jackie" Gleason, född 26 februari 1916 i Brooklyn i New York, död 24 juni 1987 i Lauderhill i Florida, var en amerikansk komiker, skådespelare och musiker. Gleasons första filmroller var i Orkesterfruar (1941) och Flottan går iland (1941). Han har bland annat medverkat i Nu blåser vi snuten (1977), Jag älskar dig hundra skilda sätt (1970) och Olycksfågeln Gigot (1962). Till Olycksfågeln Gigot skrev han dessutom filmens synopsis, liksom dess musik.
I komediserien The Honeymooners spelade Gleason huvudrollen – samma roll som gjordes av Lasse Brandeby i seriens svenska version Rena rama Rolf.

## Filmografi
- 1941 – Flottan går iland
- 1941 – Orkesterfruar (ej krediterad)
- 1942 – Gangsterrazzia
- 1942 – Larceny, Inc.
- 1948 – Full galopp
- 1950 – Öknens Robin Hood
- 1961 – Fifflaren
- 1962 – Ringmärkt
- 1962 – Olycksfågeln Gigot
- 1963 – Vild & galen
- 1963 – Papa's Delicate Condition
- 1968 – Skidoo
- 1969 – Don't Drink the Water
- 1969 – How to Commit Marriage
- 1970 – Jag älskar dig på hundra skilda sätt
- 1977 – Nu blåser vi snuten
- 1977 – Mr Billion
- 1980 – Nu blåser vi snuten igen
- 1982 – Leksaken
- 1983 – Nu blåser vi snuten 3
- 1983 – Blåst igen
- 1986 – Ingenting gemensamt

## Kuriosa
- Ett avsnitt av den tecknade tv-serien Family Guy gör en parodi på Jackie Gleason.